# Маруцековци
Маруцековци е село в Северна България. То се намира в община Трявна, Габровска област.
Към 1934 г. селото има 91 жители. Населението му към 2011 г. е 2 души. Влиза в землището на с. Енчовци.